# Estación Água Branca

La Estación Água Branca es una estación del sistema de trenes metropolitanos perteneciente a la Línea 7-Rubí, ubicada en el barrio de Água Branca, municipio de São Paulo, integrada con la futura estación metroviaria de la Línea 6 - Naranja.

## Historia
La estación Água Branca fue una de las primeras estaciones ferroviarias del estado de São Paulo, siendo inaugurada el 16 de febrero de 1867, junto con el tramo inicial de la São Paulo Railway (entre las estaciones Pari, ya desactivada y Água Branca).
En 1947 las líneas de la SPR fueron absorbidas por el gobierno federal, por medio de la Estrada de Ferro Santos-Jundiaí, que inició la electrificación de la línea a finales de los años 1940.
La estación Água Branca fue reconstruida en los años 1950, siendo que la pasarela de unión de las plataformas (laterales) solamente sería construida por la RFFSA el 20 de octubre de 1976. En los años 1980 la estación fue traspasada a la CBTU, que entregó la administración de las líneas y estaciones del gobierno federal al gobierno del Estado de São Paulo, que a su vez creó la Compañía Paulista de Trenes Metropolitanos (CPTM) en 1992, que administra la línea y las estaciones desde entonces. Entre 1999 y 2002 la estación Água Branca pasó por reformas, ejecutadas por la CPTM. 
En 2010, dentro del plan llamado ExpansãoSP, el cual consta de mejorar el servicio de CPTM y llevarlo al estándar del metro, está previsto una remodelación total de esta y otras líneas, así como de dicha estación.

## Tabla
| Sigla | Estación    | Inauguración          | Integración               | Plataformas | Posición   | Comentarios                     |
| ----- | ----------- | --------------------- | ------------------------- | ----------- | ---------- | ------------------------------- |
| ABR   | Água Branca | 16 de febrero de 1867 | Bilhete Único de SPTrans. | Laterales   | Superficie | Estación construida por la EFSJ |